# Феодора (фильм)
«Феодора» (итал. Teodora, Imperatrice di Bisanzio) — кинофильм, историко-приключенческая драма итальянского режиссёра Риккардо Фреда о жизни византийской императрицы Феодоры.

## Сюжет
Феодора — бывшая рабыня, а позже — гетера, выходит замуж за римского императора Юстиниана I и делит с ним трон. Хотя её возможности весьма ограничены, иногда она оказывает решающее влияние на ход истории.

## В ролях
- Джанна Мария Канале — Феодора
- Жорж Маршаль — Юстиниан I
- Генри Гизоль — Иоанн II
- Ирен Папас — Файдия
- Ольга Сольбелли — Эгина
- Нерио Бернарди — Велизарий (нет в титрах)